# Flare (paso de baile)

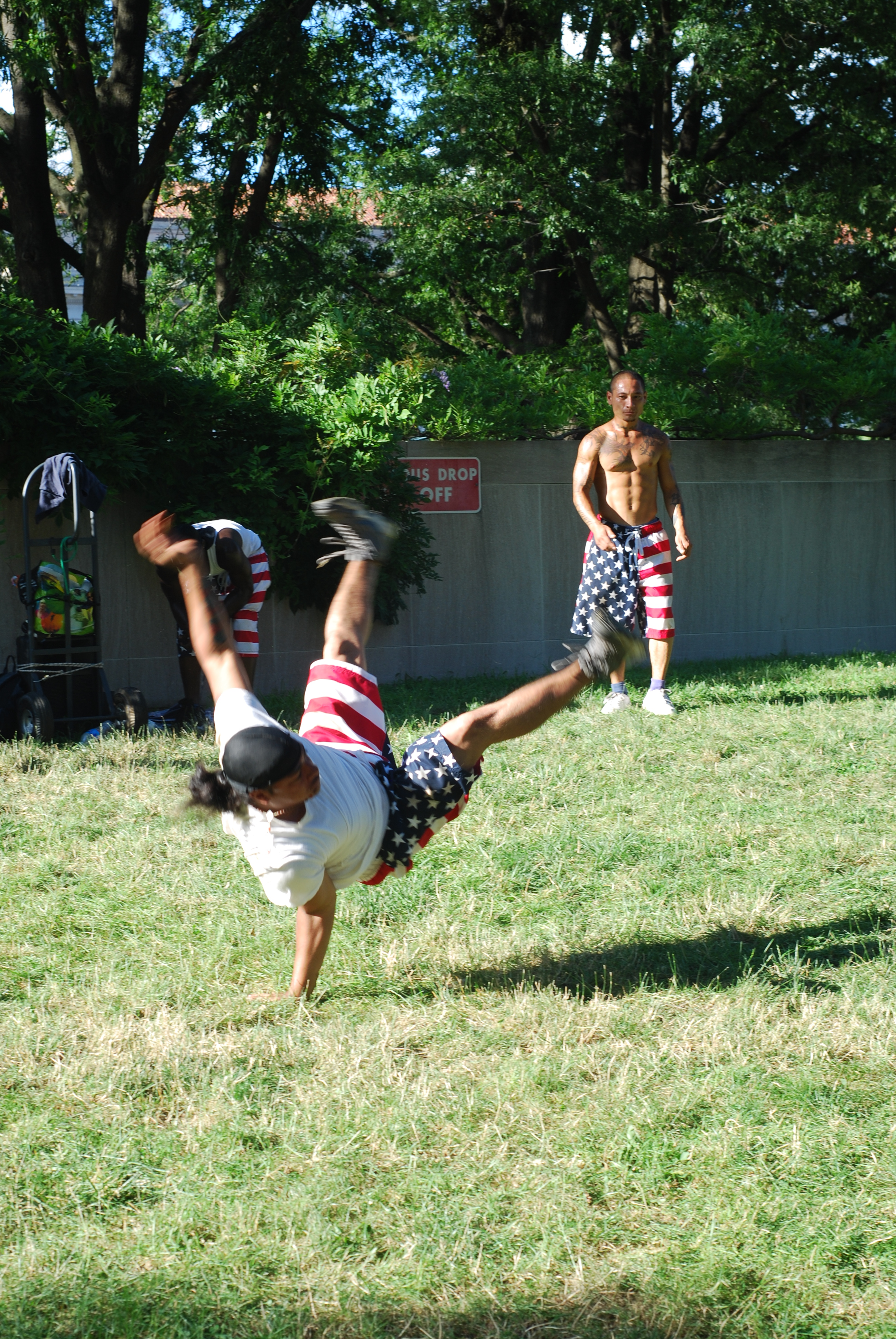
Bailarín de break dance realizando el flare.

El flare ("bengala" en inglés), a veces llamado incorrectamente flair ("estilo"), es un movimiento gimnástico de break dance, uno de los más esenciales y representativos de este estilo. Su ejecución entraña que el usuario rote todo su cuerpo en el aire, apoyado sólo sobre uno y otro brazo a medida que gira, con las piernas abiertas y siguiendo la rotación. A veces recibe el nombre de Thomas flare/flair en honor a su popularizador, Kurt Thomas.

## Variantes
- Elbow flare: el usuario se apoya en los codos en lugar de las manos. Debido al poco espacio que proporciona para mover las piernas, esta es una de las variantes más difíciles del movimiento.
- Lotus flare: el usuario realiza el movimiento con las piernas entrelazadas en la llamada posición de loto.
- Half-flare: variante en la que el usuario extiende sólo una pierna, formando un 4 con la otra.
- New York flare / Atomic flare / Power flare: variante idéntica, pero iniciada con la mano opuesta al movimiento.
- Virgin flare: una variación más sencilla, en la cual el usuario mantiene las piernas juntas y estiradas en lugar de abiertas.
- Hopping glare / King flare: el usuario realiza pequeños botes con las manos apoyas a fin de impulsarse en el aire en cada cambio. Esta es una variación particularmente peligrosa y llamativa.
- Threaded flares: innovada por Lilou, en este movimiento el usuario usa un brazo para entrelazar sus piernas en el aire.
- V flare: versión en la que el usuario deja las piernas rígidas y muy ceñidas al cuerpo, generando la fuerza desde las caderas.
- British flare: variante iniciada desde un equilibrio invertido de brazos.

## Secuencia

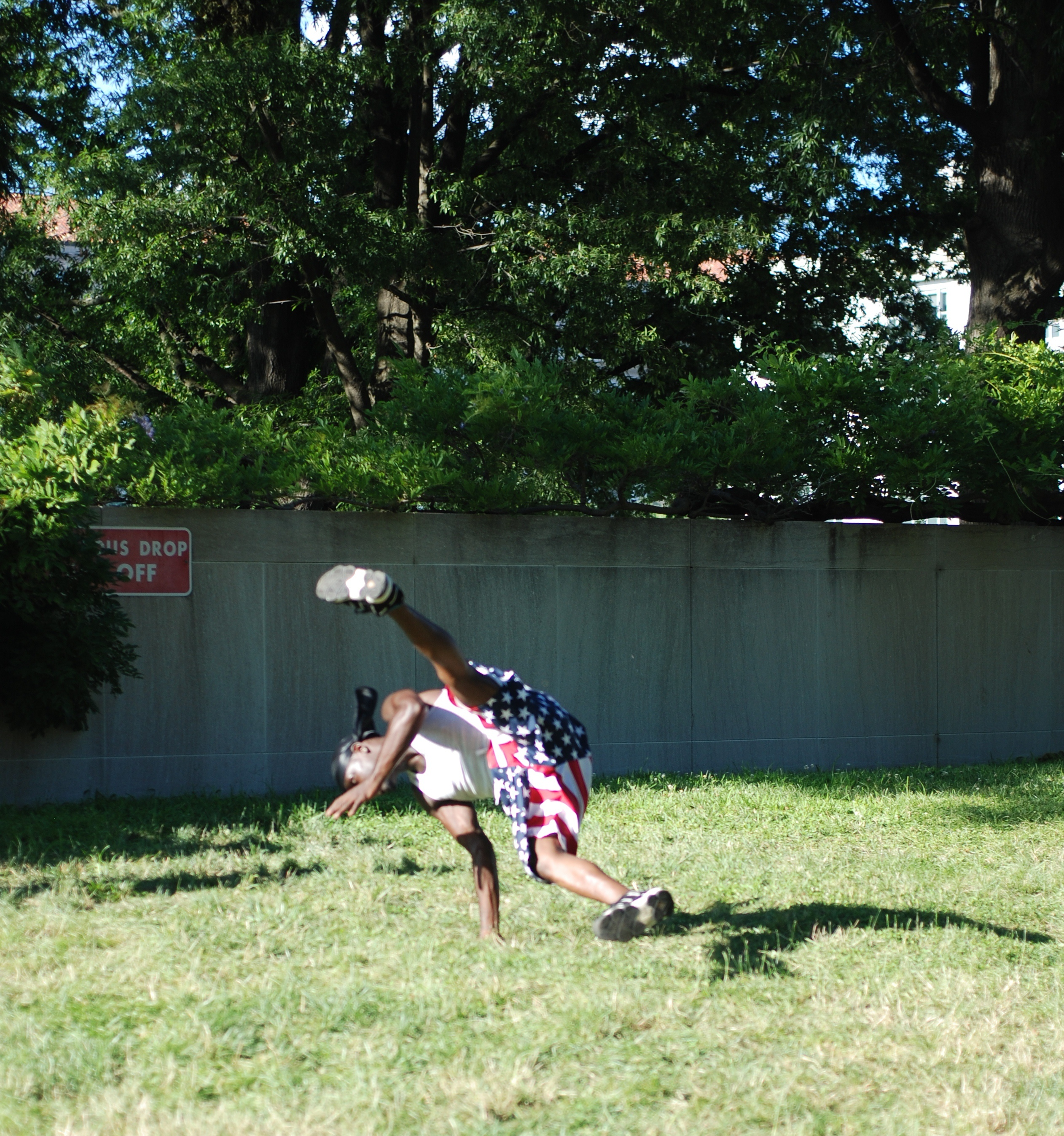
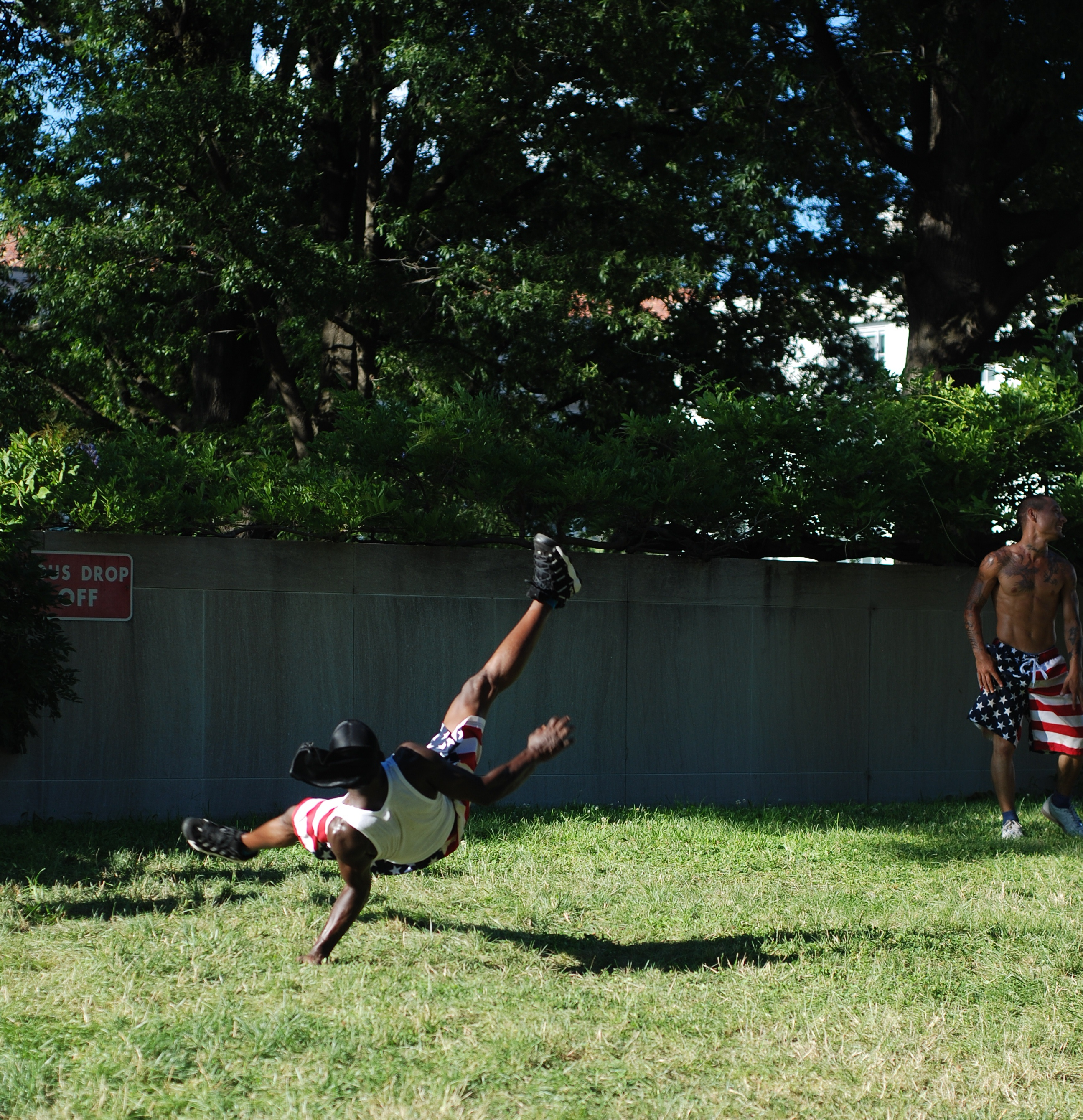
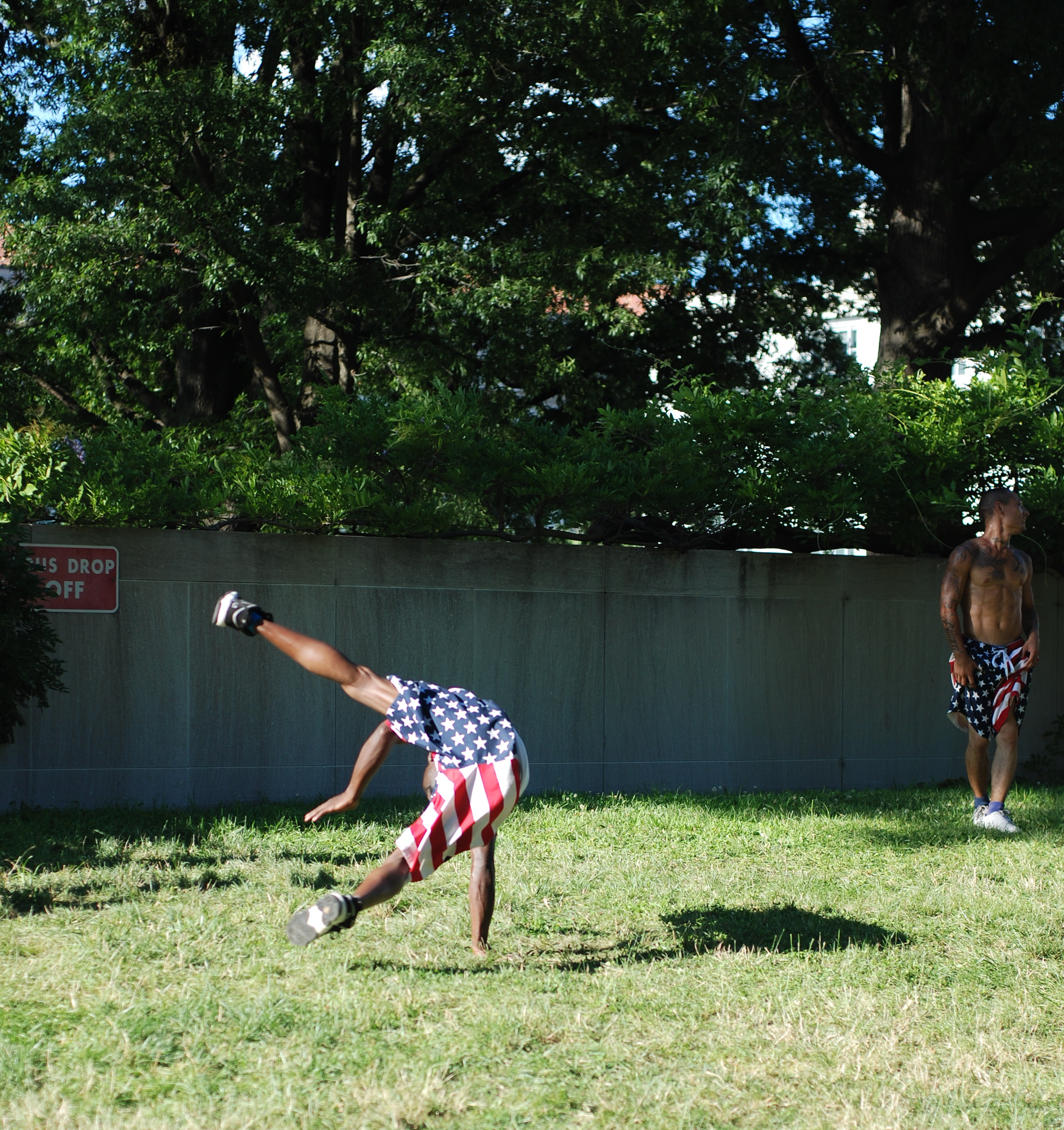
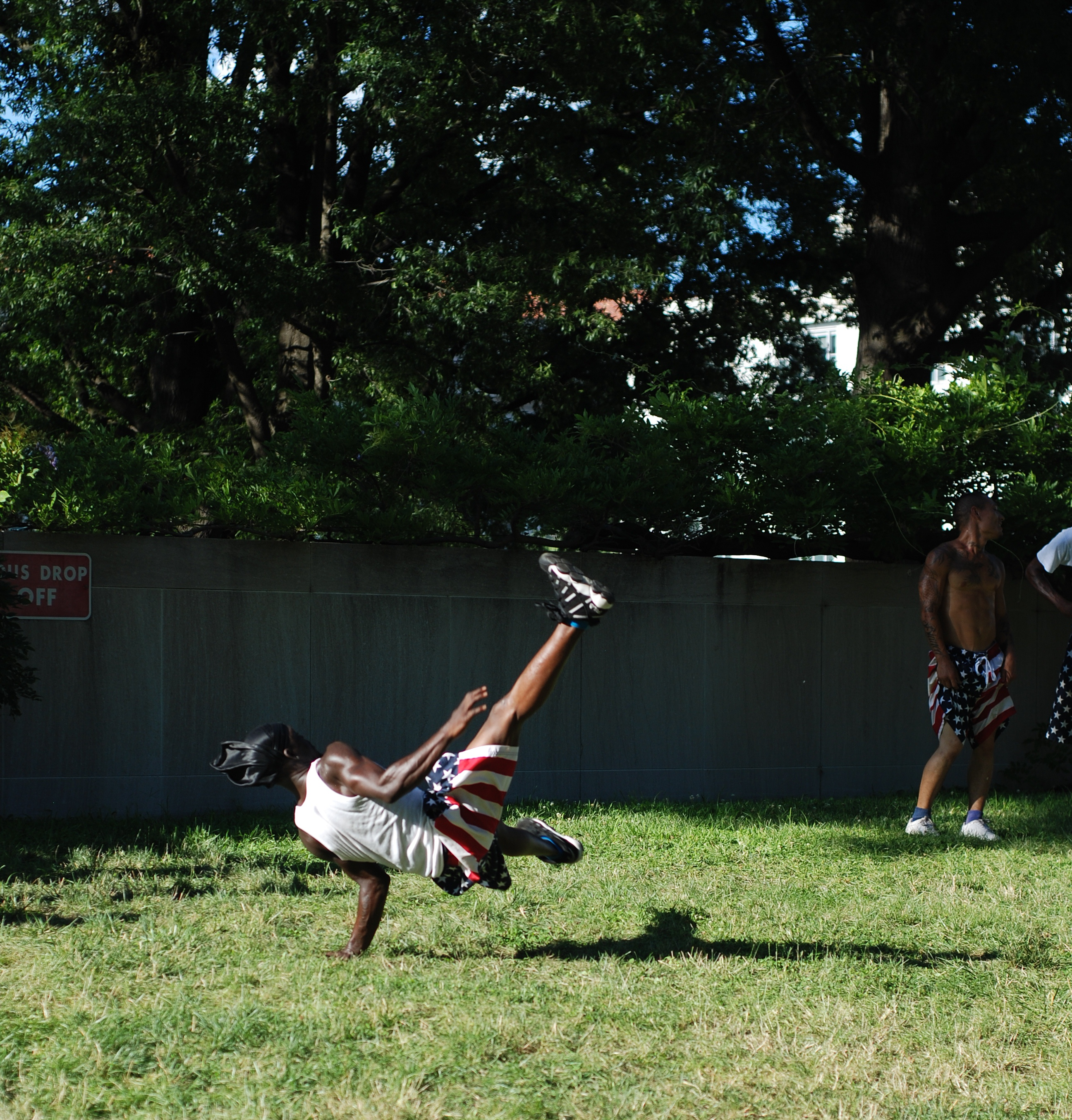
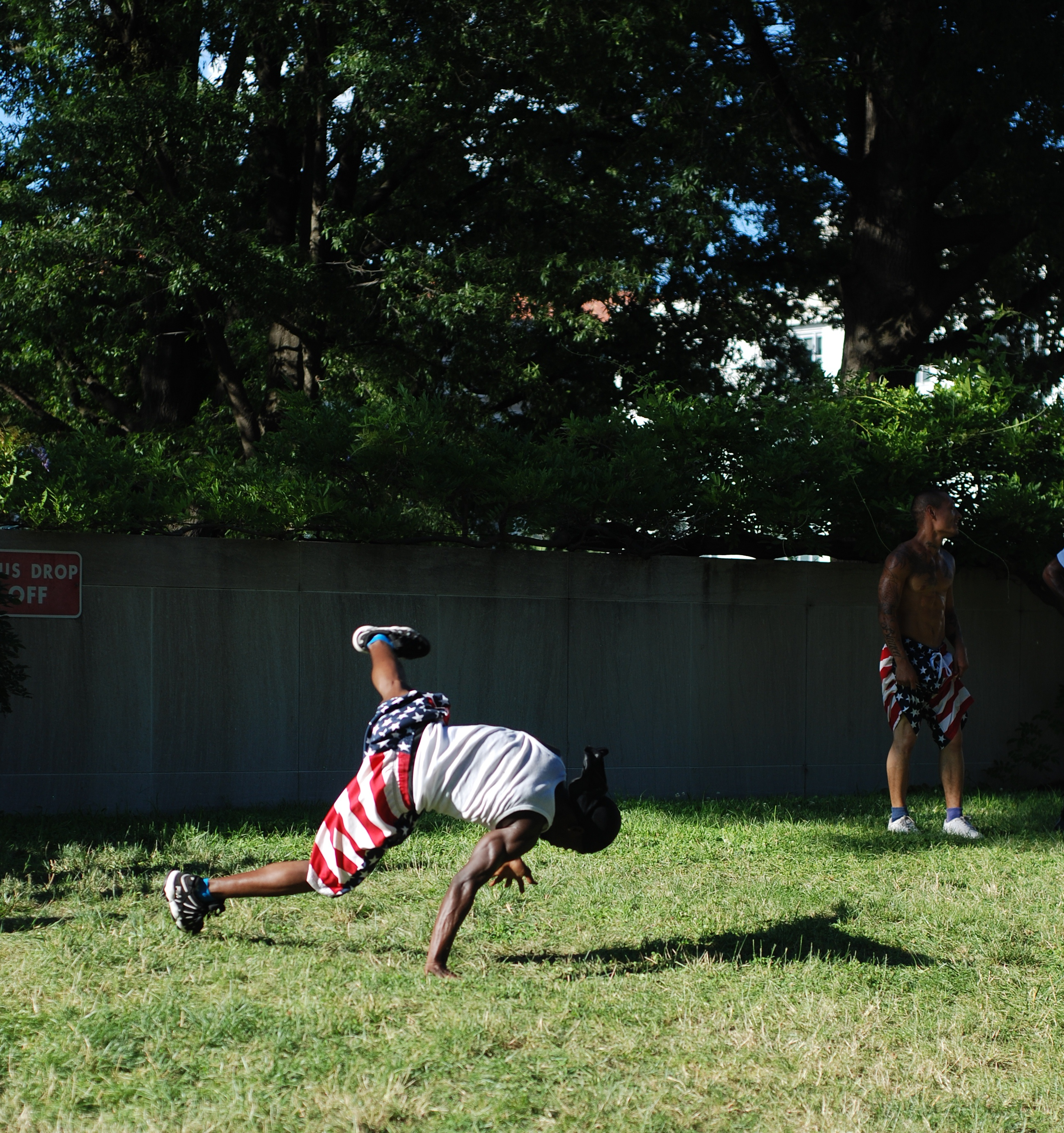
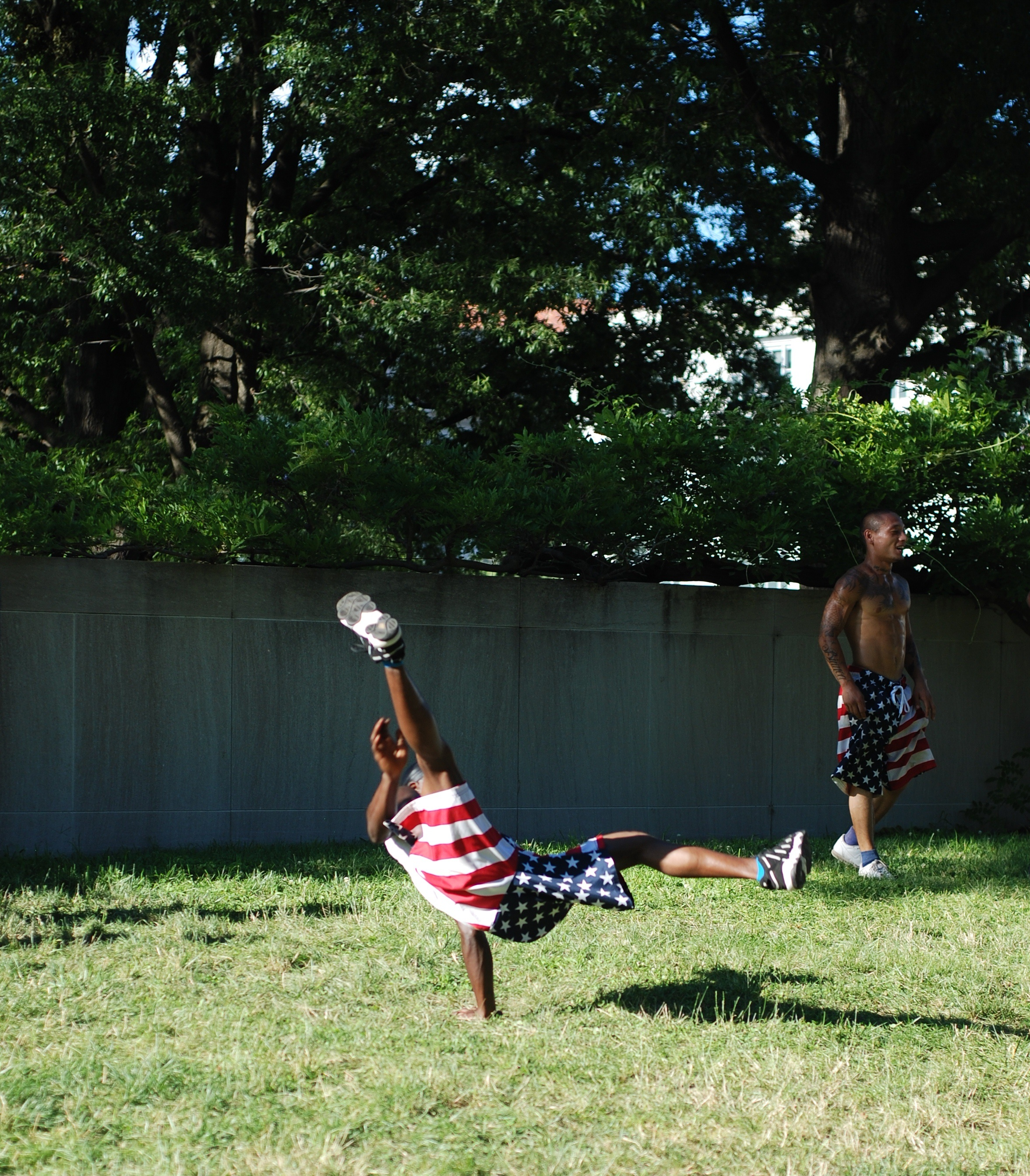
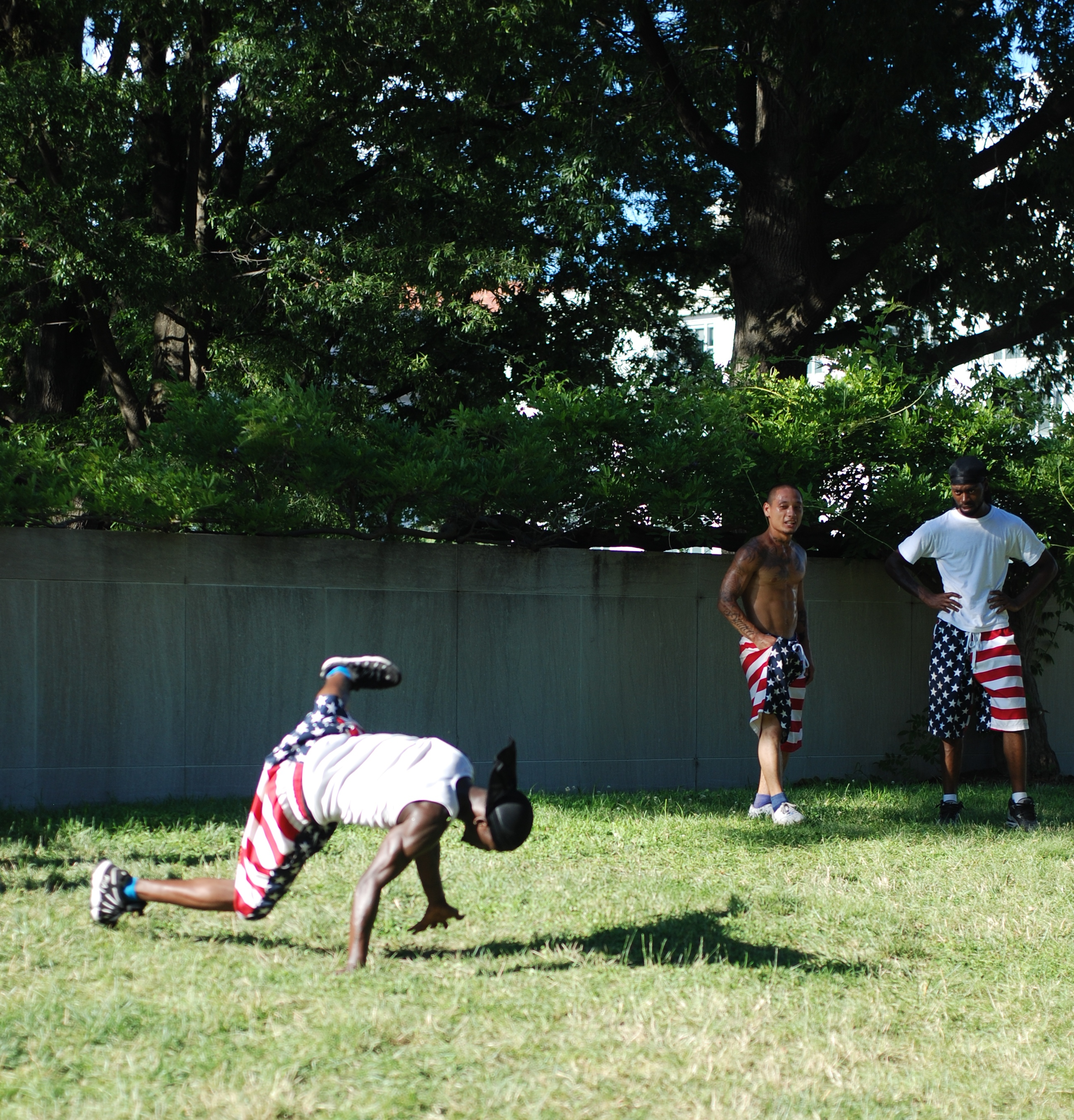
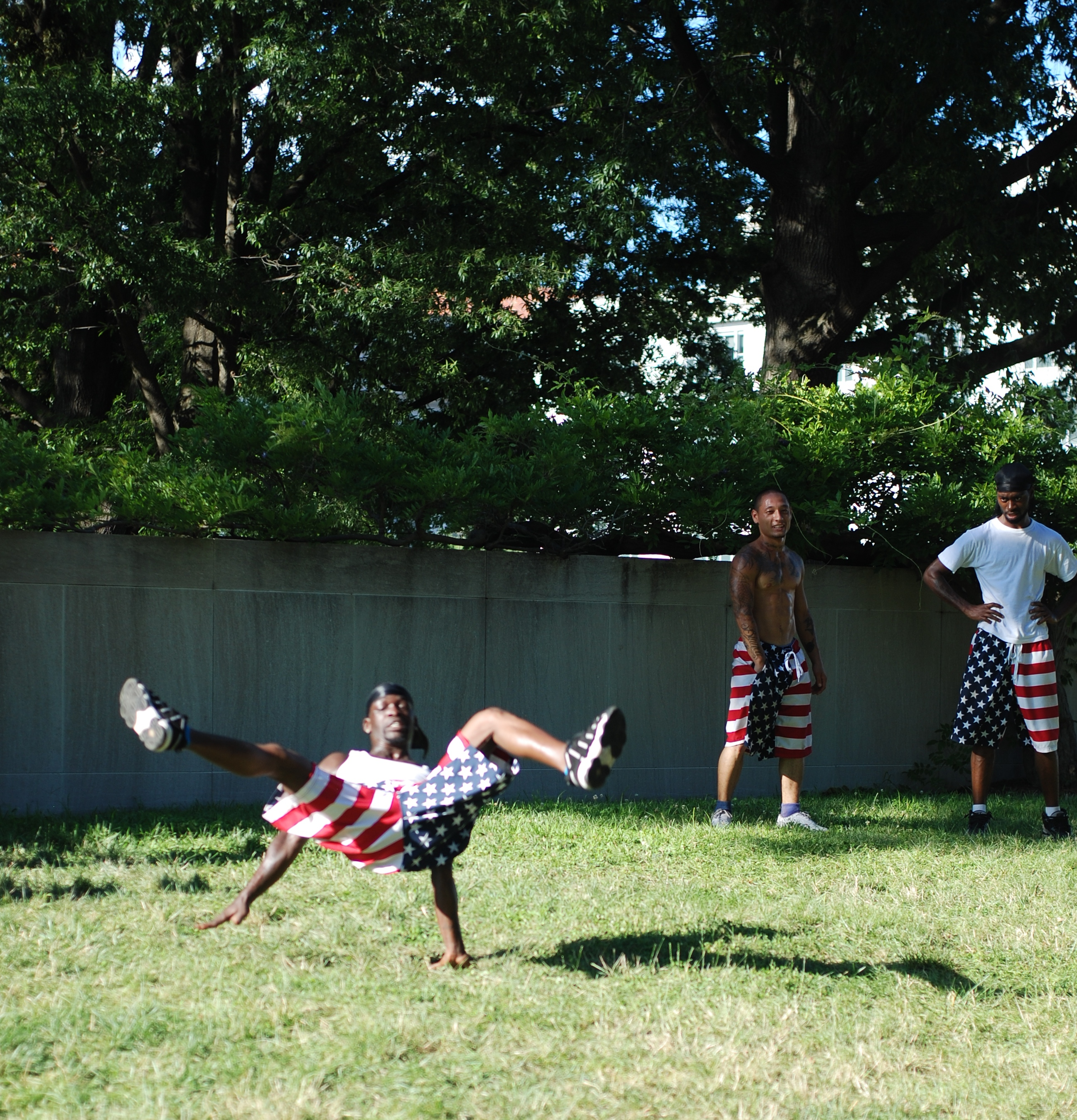